# West Hartford
West Hartford est une ville située dans le comté de Hartford, dans l'État du Connecticut (États-Unis). Lors du recensement de 2010, sa population s’élevait à 63 268 habitants.

## Géographie
Selon le Bureau du Recensement des États-Unis, la superficie de la municipalité est de 22,26 milles carrés (57,65 km2), dont 21,84 milles carrés (56,57 km2) de terres et 0,42 milles carrés (1,09 km2) de plans d'eau (soit 1,87 %).

## Histoire
La ville est organisée en 1711 sous le nom de West Division Parish ou West Society. Elle adopte son nom actuel en 1806 et devient une municipalité en 1854.

## Démographie
D'après le recensement de 2000, il y avait 63 589 habitants, 24 576 ménages, et 15 925 familles dans la ville. La densité de population était de 1 117,0 hab/km2. Il y avait 25 332 maisons avec une densité de 445,0 maisons/km2. La décomposition ethnique de la population était : 85,96 % blancs ; 4,78 % noirs ; 0,12 % amérindiens ; 4,80 % asiatiques ; 0,07 % natifs des îles du Pacifique ; 2,61 % des autres races ; 1,66 % de deux ou plus races. 6,27 % de la population était hispanique ou Latino de n'importe quelle race.
Il y avait 24 576 ménages, dont 29,8 % avaient des enfants de moins de 18 ans, 52,9 % étaient des couples mariés, 9,3 % avaient une femme qui était parent isolé, et 35,2 % étaient des ménages non-familiaux. 29,6 % des ménages étaient constitués de personnes seules et 14,4 % de personnes seules de 65 ans ou plus. Le ménage moyen comportait 2,39 personnes et la famille moyenne avait 3,00 personnes.
Dans la ville la pyramide des âges était 22,1 % en dessous de 18 ans, 9,8 % de 18 à 24, 25,7 % de 25 à 44, 22,9 % de 45 à 64, et 19,5 % qui avaient 65 ans ou plus. L'âge médian était 40 ans. Pour 100 femmes, il y avait 85,2 hommes. Pour 100 femmes de 18 ans ou plus, il y avait 80,6 hommes.
Le revenu médian par ménage de la ville était 61 665 dollars US, et le revenu médian par famille était $77 865. Les hommes avaient un revenu médian de $52 450 contre $39 051 pour les femmes. Le revenu par habitant de la ville était $33 468. 4,5 % des habitants et 2,9 % des familles vivaient sous le seuil de pauvreté. 4,4 % des personnes de moins de 18 ans et 5,1 % des personnes de plus de 65 ans vivaient sous le seuil de pauvreté.
| 1860  | 1870  | 1880  | 1890  | 1900  | 1910  |
| ----- | ----- | ----- | ----- | ----- | ----- |
| 1 296 | 1 533 | 1 828 | 1 930 | 3 186 | 4 808 |

| 1920  | 1930   | 1940   | 1950   | 1960   | 1970   |
| ----- | ------ | ------ | ------ | ------ | ------ |
| 8 854 | 24 941 | 33 776 | 44 402 | 62 382 | 68 031 |

| 1980   | 1990   | 2000   | 2010   | - | - |
| ------ | ------ | ------ | ------ | - | - |
| 61 301 | 60 110 | 63 589 | 63 268 | - | - |

## Personnalités liées à la ville
- Joseph Mascolo, acteur américain né le 13 mars 1929 à West Hartford.